# Kanton Les Trois-Moutiers
Kanton Les Trois-Moutiers (fr. Canton des Trois-Moutiers) je francouzský kanton v departementu Vienne v regionu Poitou-Charentes. Skládá se ze 14 obcí.

## Obce kantonu
- Berrie
- Bournand
- Curçay-sur-Dive
- Glénouze
- Morton
- Pouançay
- Ranton
- Raslay
- Roiffé
- Saint-Léger-de-Montbrillais
- Saix
- Ternay
- Les Trois-Moutiers
- Vézières